# Bieg przełajowy

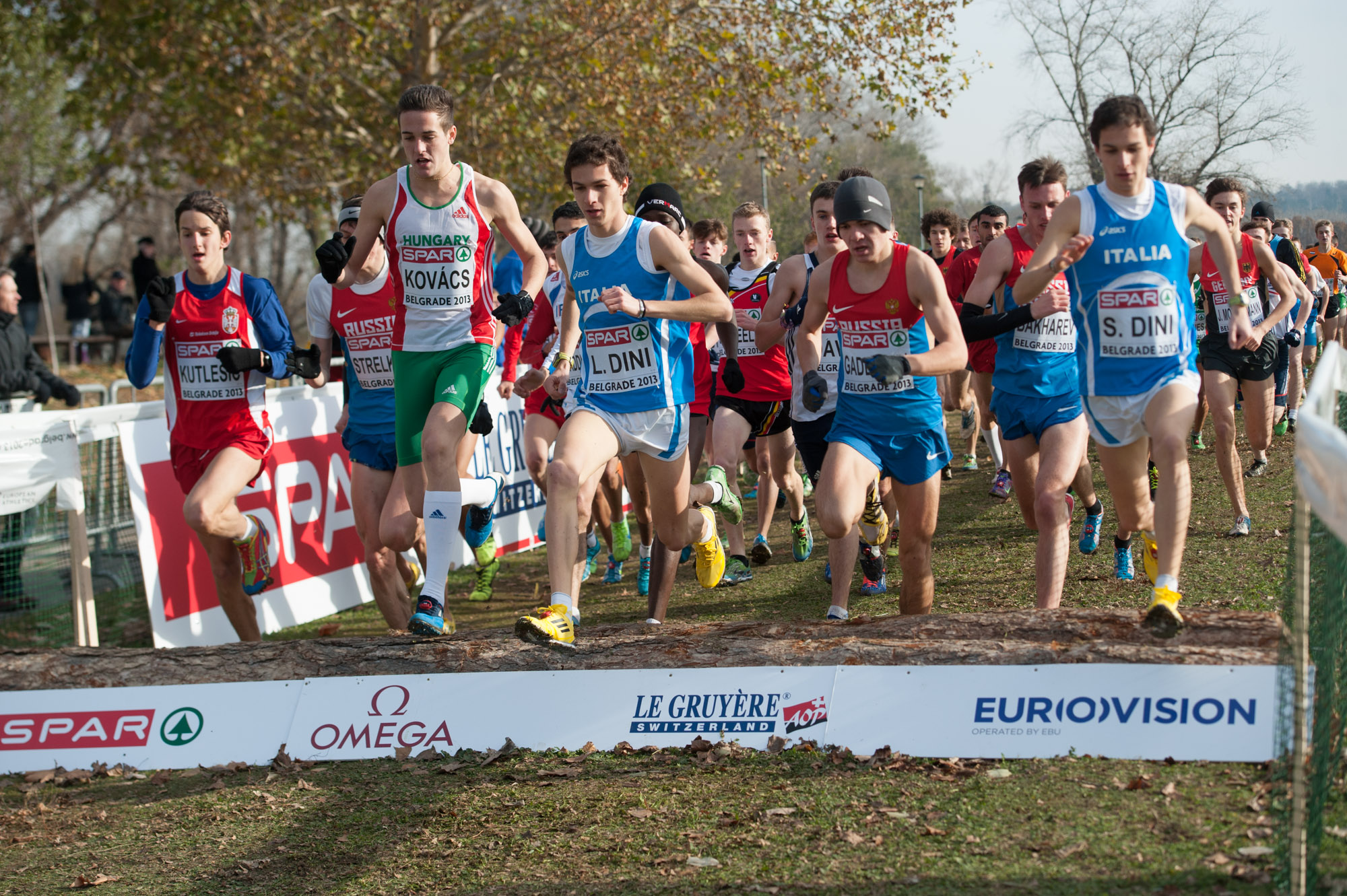
Bieg przełajowy

Bieg przełajowy – bieg w terenie, najczęściej w lasach, na łąkach lub w innych miejscach, gdzie bieg jest naturalnie utrudniany przez przyrodę.
Podczas letnich igrzysk olimpijskich w 1912, 1920 i 1924 rozgrywano indywidualne i zespołowe biegi przełajowe.
Biegi przełajowe aspirowały do znalezienia się w programie zimowych Igrzysk Olimpijskich w 2018 roku. Po niepowodzeniu tej inicjatywy, Komitet ds. Biegów Przełajowych przy IAAF podjął decyzję, by rozpocząć działania mające na celu włączenie dyscypliny do programu letnich Igrzysk Olimpijskich w Paryżu w 2024 roku. Pierwszym krokiem w tym kierunku było rozegranie biegów przełajowych w ramach Igrzysk Olimpijskich Młodzieży w 2018 roku w Buenos Aires.